# Trisulfuro de arsénico
El trisulfuro de arsénico (también sulfuro arsenioso o sulfuro de arsénico(III)) es un compuesto inorgánico de fórmula As2S3. Es un sólido amarillo oscuro insoluble en agua. También se presenta como el mineral oropimente (latín: auripigmentum), que se ha utilizado como pigmento llamado amarillo de King. Se produce en el análisis de compuestos de arsénico. Es un semiconductor intrínseco tipo p del grupo V/VI y presenta propiedades de cambio de fase fotoinducidas.

## Estructura
El As2S3 se presenta tanto en forma cristalina como amorfa. Ambas formas presentan estructuras poliméricas formadas por centros de As(III) trigonal piramidales unidos por centros de sulfuro. Los centros de sulfuro están doblemente coordinados con dos átomos de arsénico. En la forma cristalina, el compuesto adopta una estructura de láminas onduladas. La unión entre las láminas consiste en fuerzas de Van der Waals. La forma cristalina suele encontrarse en muestras geológicas. El As2S3 amorfo no posee una estructura en capas, pero está más reticulado. Al igual que otros vidrios, no existe orden de medio o largo alcance, pero la primera esfera de coordinación está bien definida. El As2S3 es un buen formador de vidrio y presenta una amplia región de formación de vidrio en su diagrama de fases.

## Propiedades
Es un semiconductor, con una separación de banda directa de 2,7 eV. La amplia separación de banda lo hace transparente a la luz infrarroja entre 620 nm y 11 µm.

## Síntesis

### A partir de los elementos
El As2S3 amorfo se obtiene mediante la fusión de los elementos a 390 °C. El enfriamiento rápido del fundido de reacción da lugar a un vidrio. La reacción puede representarse con la ecuación química
 {\displaystyle {\ce {2As + 3S -> As2S3}}}

### Precipitación acuosa
El As2S3 se forma cuando las soluciones acuosas que contienen As(III) se tratan con H2S u otro generador de iones sulfuro, como el NaHS o el (NH4)2S.  
{\displaystyle {\ce {2AsO+ + 3H2S -> As3S3(s) + 2H+ + 2H2O}}}
En el pasado, el arsénico se analizaba y ensayaba mediante esta reacción, que da lugar a la precipitación de As2S3, que luego se pesa. El As2S3 puede precipitarse incluso en HCl 6 M. El As2S3 es tan insoluble que no es tóxico. 
También puede obtenerse a partir de arseniatos, junto con el sulfuro de arsénico(V): 
{\displaystyle {\ce {2AsO2+ + 5S^2- + 8H+ -> As2S5(s) + 4H2O}}}
{\displaystyle {\ce {2AsO2+ + 5S^2- + 8H+ -> As2S3(s) + S(s) + 4H2O}}}
En la primera reacción no hay oxidación del ion sulfuro, solo la precipitación del pentasulfuro de arsénico(V), mientras que en la segunda el arsénico se reduce de As(V) a As(III) precipitando como sulfuro arsenioso y parte del sulfuro se oxida a azufre elemental. El que se de una u otra reacción depende del pH y de la temperatura.

## Reacciones
Al calentarse en el vacío, el As2S3 polimérico se "agrieta" para dar una mezcla de especies moleculares, entre las que se encuentra el As4S6 molecular.El As4S6 adopta la geometría del adamantano, como la observada para el P4O6 y el As4O6. Cuando una película de este material se expone a una fuente de energía externa, como energía térmica (mediante recocido térmico), radiación electromagnética (es decir, lámparas UV, láseres,haces de electrones)), el As4S6 se polimeriza:
{\displaystyle {\ce {2(AsS3)n <=> nAs4S6}}}  
El As2S3 se disuelve característicamente al tratarlo con soluciones acuosas que contienen iones sulfuro. La especie de arsénico disuelta es el anión piramidal tritioarsenito AsS3−
3. 
{\displaystyle {\ce {As2S3 + 6NaHS -> 2AsS3^3-}}}     
As2S3 es el anhídrido del hipotético ácido tritioarsenoso, As(SH)3. Tras el tratamiento con iones polisulfuro, el As2S3 se disuelve para dar una variedad de especies que contienen enlaces S-S y As-S. Un derivado es el S7As-S-, un anillo de ocho miembros que contiene 7 átomos de S y 1 átomo de As, y un centro sulfuro exocíclico unido al átomo de As. El As2S3 también se disuelve en soluciones fuertemente alcalinas para dar una mezcla de AsS3−
3 y AsO3−
3.
Al "tostar" el As2S3 en el aire se obtienen derivados volátiles y tóxicos, siendo esta conversión uno de los peligros asociados al refinado de minerales de metales pesados:
{\displaystyle {\ce {2As2S3 + 9O2 -> As4O6 + 6SO2}}}  

## Usos actuales

### Como fotorresistente inorgánico
Debido a su elevado índice de refracción de 2,45 y a su gran dureza Knoop en comparación con las fotorresistencias orgánicas, el As2S3 se ha investigado para la fabricación de cristales fotónicos con una brecha de banda fotónica completa. Los avances en las técnicas de modelado láser, como la escritura tridimensional directa por láser (3-D DLW) y el grabado químico en húmedo, han permitido utilizar este material como fotorresistente para fabricar nanoestructuras tridimensionales.
Desde principios de la década de 1970 se ha investigado el uso del As2S3 como material fotorresistente de alta resolución,utilizando agentes de grabado acuosos. Aunque estos grabadores acuosos permitían fabricar estructuras bidimensionales de baja relación de aspecto, no permitían grabar estructuras de alta relación de aspecto con periodicidad tridimensional. Ciertos reactivos orgánicos, utilizados en disolventes orgánicos, permiten la alta selectividad de grabado necesaria para producir estructuras de alta relación de aspecto con periodicidad tridimensional.

### Aplicaciones médicas
As2S3 y As4S4 se han investigado como tratamientos para la leucemia promielocítica aguda (LPA).

### Para vidrios transmisores de IR
El trisulfuro de arsénico fabricado en forma amorfa se utiliza como vidrio calcogenuro para óptica infrarroja. Es transparente para la luz entre las longitudes de onda de 620 nm y 11 µm. El vidrio de trisulfuro de arsénico es más resistente a la oxidación que el trisulfuro de arsénico cristalino, lo que minimiza los problemas de toxicidad.También puede utilizarse como material acusto-óptico.
El trisulfuro de arsénico se utilizó para la distintiva nariz cónica de ocho lados sobre el buscador de infrarrojos del misil de Havilland Firestreak.

### Papel en el arte antiguo
Se dice que los antiguos egipcios utilizaban el oropimente, natural o sintético, como pigmento en artesanía y cosmética.

### Varios
El trisulfuro de arsénico también se utiliza como agente curtiente. Antiguamente se utilizaba con el colorante índigo para la producción de azul lápiz, que permitía añadir tonos azul oscuro a los tejidos mediante lápiz o pincel.
La precipitación de trisulfuro de arsénico se utiliza como prueba analítica para detectar la presencia de bacterias reductoras de arsénico disimilatorias (DARB, por sus siglas en inglés).

## Seguridad
El As2S3 es tan insoluble que su toxicidad es baja. Las muestras envejecidas pueden contener cantidades importantes de óxidos de arsénico, que son solubles y, por tanto, muy tóxicos.

## Presencia natural
El oropimente se encuentra en ambientes volcánicos, a menudo junto con otros sulfuros de arsénico, principalmente rejalgar. A veces se encuentra en vetas hidrotermales de baja temperatura, junto con otros minerales sulfurosos y sulfosales.

## Otras lecturas
- "Arsenic Compounds, Inorganic", Report on Carcinogens, Eleventh Edition (PDF), U.S. Department of Health and Human Services, Public Health Service, National Toxicology Program, 2005.